# Michael Hodges
Sir Michael Henry Hodges KCB, CMG, MVO (29 settembre 1874 – 3 novembre 1951) è stato un ammiraglio britannico.
Ufficiale della Royal Navy, fu inoltre Secondo Lord del Mare.

## Servizio militare
Hodges si unì alla Royal Navy nel 1887 come cadetto sulla nave scuola HMS Britannia. Verso la fine del 1899, durante la seconda guerra boera, servì a terra, in Sudafrica, come membro della brigata navale della HMS Powerful, per difendere la città di Ladysmith. Il 26 giugno 1902 fu promosso capitano di fregata e il giorno dopo fu spedito sulla HMS Duke of Wellington come ufficiale di bandiera dei Lord Commissari dell'Ammiragliato per la rivista navale per l'incoronazione di Edoardo VII. La carica gli fu in seguito negata quando l'incoronazione fu posposta. La rivista navale fu nuovamente pianificata per il 16 agosto 1902 e Hodges fu spostato per due settimane sull'HMS Enchantress, yacht dei Lord dell'Ammiragliato. Verso la fine di settembre fu spostato sulla President, mentre studiava al Royal Naval College. Nel 1905 fu nominato comandante dell'incrociatore HMS Sappho e mandato nella Georgia del sud per indagare sulla nascente industria baleniera. Nel 1912 divenne un attaché della marina presso l'ambasciata di Parigi.
Durante la prima guerra mondiale comandò l'incrociatore da battaglia HMS Indomitable e nel 1916 il nuovo incrociatore HMS Renown. Nel 1918 fu nominato capo di stato maggiore del secondo in comando della Grand Fleet.
Dopo la guerra fu nominato retroammiraglio comandante delle flottiglie di cacciatorpediniere dell'Atlantic Fleet. Divenne Naval Secretary nel 1923, comandante del 3rd Battle Squadron nell'aprile 1925 e comandante del 1st Battle Squadron e secondo in comando della Mediterranean Fleet nel marzo 1926. Dal 1927 al 1930 fu Secondo Lord del Mare e Chief of Naval Personnel. Dopo una promozione ad ammiraglio avvenuta nel 1929, nel 1930 divenne comandante in capo dell'Atlantic Fleet. Fu in questo periodo che si scatenò l'ammutinamento di Invergordon, quando i marinai dell'Atlantic Fleet si rivoltarono per motivi economici. Hodges però era al Royal Hospital Haslar di Gosport e non partecipò quindi direttamente alla risoluzione della crisi. Fu sostituito a causa di una pleurite e andò in pensione nel 1932. Durante la seconda guerra mondiale fu richiamato come ufficiale di bandiera al comando di Trinidad, nei caraibi.
In pensione divenne un membro del consiglio della Shipwrecked Fishermen and Mariners Royal Benevolent Society, organizzazione caritatevole rivolta a marinai e pescatori invalidi o a mogli e figli di dispersi in mare.

## Famiglia
Nel 1903 sposò Frederica Rika Octavia Tiarks. La coppia ebbe quattro figli ed una figlia.